# Polygrammate
Polygrammate là một chi bướm đêm thuộc họ Noctuidae.

## Các loài
- Polygrammate hebraeicum Hübner, 1818